# Patuljasti orao
Patuljasti orao (lat. Hieraaetus pennatus ili kao Aquila pennata) je srednje velika ptica grabljivica široke rasprostranjenosti u palearktičkoj zoni i južnoj Aziji, koja zimi u tropskim zemljama Afrike i Azije, zimi, s malom populacijom u jugozapadnoj Africi. Kao i svi orlovi, on pripada obitelji Accipitridae. 

## Opis
Mužjaci su teški oko 51 – 770 g, a ženke oko 840 – 1025 g, a dugači su 40 cm s rasponom krila 11–132 cm. Postoje dva relativno različita oblika perja. Blijede ptice su uglavnom svijetlosive boje, s tamnijom glavom i svjetlijim perjem. Drugi oblik ima srednje smeđe perje s tamno-sivim oznakama na perjima.

## Rasprostranjenost i staništa
Razmnožava se u južnoj Europi, sjevernoj Africi i cijeloj Aziji, a također i na zapadu Južne Afrike i u Namibiji. Sjeverna populacija migrira i prezimljuje u periodu između studenog veljače u subsaharskoj Africi i južnoj Aziji, dok je mala populacija južne Afrike sjedilačka. Ovo je vrsta šumovitih, često brdovitih krajeva, a razmnožava se na stjenovitim terenima, ali selidbena populacija koristiti gotovo sve vrste staništa osim guste šume.  

## Ponašanje
Ženke liježu 1-2 jaja u gnijezdo izgrađeno od granja i obloženo zelenim lišćem na drvetu, ili preuzima oduzeto gnijezdo druge velike ptice, poput crne lunja ili sive čaplje. Ženka sjedi na jajima oko 45 dana, a mužjak ih hrani nakon što se izlegu. Ženka čuva gnijezdo i mladunce, dok mužjak osigurava hranu. Pilići se osamostaljuju nakon 70–75 dana.
Lovi male sisavce, gmazove i ptice.